# Vignale Monferrato
Vignale Monferrato é uma comuna italiana da região do Piemonte, província de Alexandria, com cerca de 1.137 habitantes. Estende-se por uma área de 18,81 km², tendo uma densidade populacional de 63 hab/km². Faz fronteira com Altavilla Monferrato, Camagna Monferrato, Casorzo (AT), Cuccaro Monferrato, Frassinello Monferrato, Fubine, Olivola.

## Demografia
| Variação demográfica do município entre 1861 e 2011                               |
|                                                                                   |
| Fonte: Istituto Nazionale di Statistica (ISTAT) - Elaboração gráfica da Wikipedia |